# Rue Notre-Dame-de-Recouvrance
La rue Notre-Dame-de-Recouvrance est une voie du 2e arrondissement de Paris, en France.

## Situation et accès
La rue Notre-Dame-de-Recouvrance est une voie publique située dans le 2e arrondissement de Paris. Elle débute au 1, rue Beauregard et se termine au 37, boulevard de Bonne-Nouvelle.

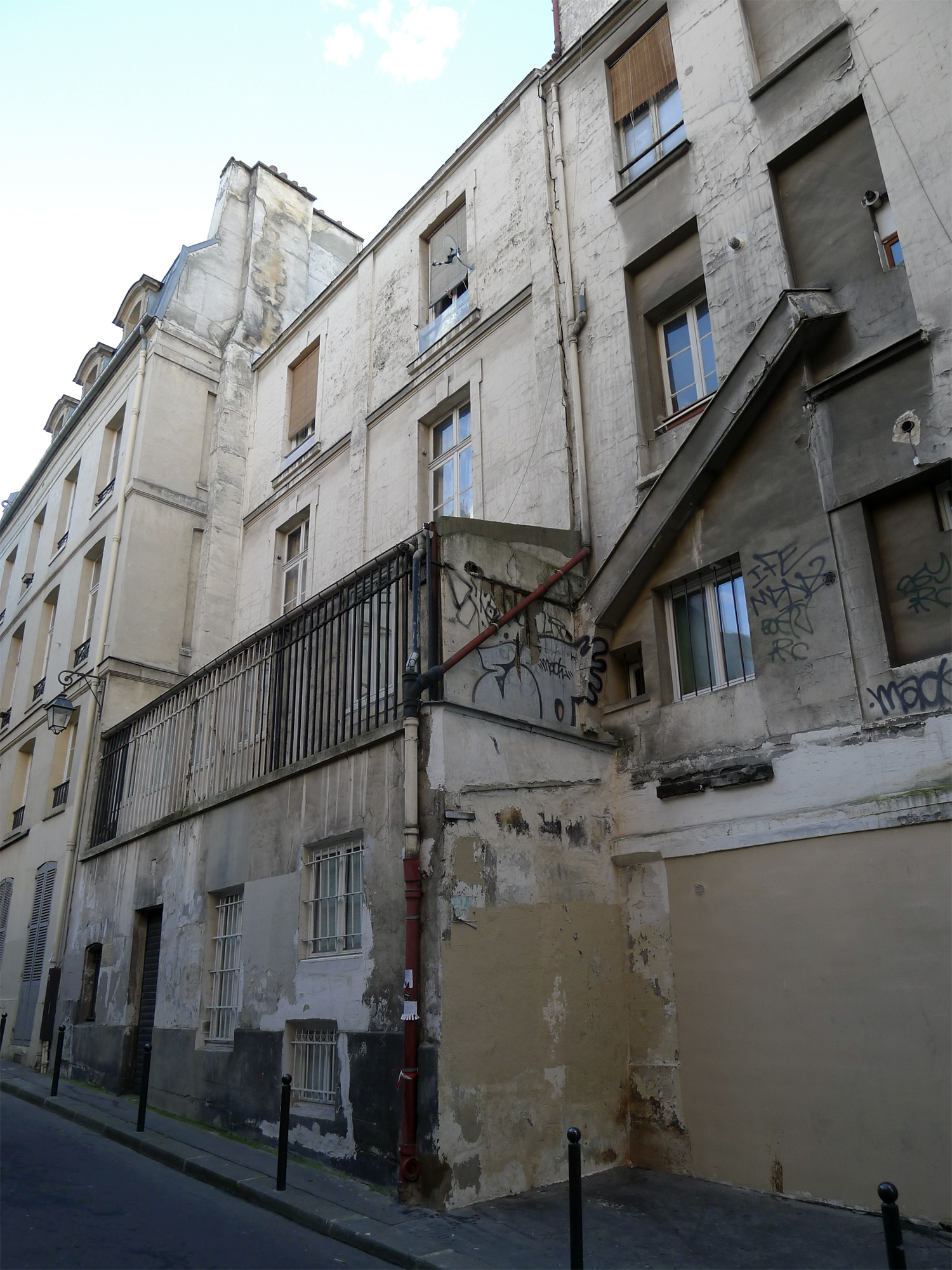
Vieilles maisons.

## Origine du nom
Cette voie doit son nom au voisinage de l'église Notre-Dame-de-Bonne-Nouvelle qui s'est appelée durant quelques années « Notre-Dame-de-Recouvrance ».

## Historique
Elle fut bâtie vers 1630, ainsi que toutes les rues du quartier « dit de la Ville-Neuve », qui avaient été rasées vers 1593, pour y construire des fortifications du temps de la Ligue et du siège de Paris par Henri IV, à l'emplacement de la rue de la Butte-aux-Gravois qui avait été ouverte en 1540.
On la nomma d'abord « petite-rue-Poissonnière », en raison de sa proximité de la rue ainsi désignée.

## Bâtiments remarquables et lieux de mémoire
- Église Notre-Dame-de-Bonne-Nouvelle, à proximité.
- À l'angle des rues Beauregard, Poissonnière et Notre-Dame-de-Recouvrance : ancien hôtel particulier, dit hôtel de La Faille, construit entre 1730 et 1737 par l’architecte Pierre Vigné de Vigny, surélevé ultérieurement[1].
- Au rez-de-chaussée de plusieurs immeubles sont percées de basses ouvertures. À l’origine, ce n’étaient ni des portes ni des fenêtres. Il s’agissait d’étals d’anciennes boutiques. Aujourd’hui, ce sont des ouvertures pour des logements ou des locaux commerciaux[2].
- Façade latérale de l'école publique polyvalente Beauregard, dont l'entrée principale est 5 rue Beauregard.
- No 23 : Paul Rolier y a vécu.

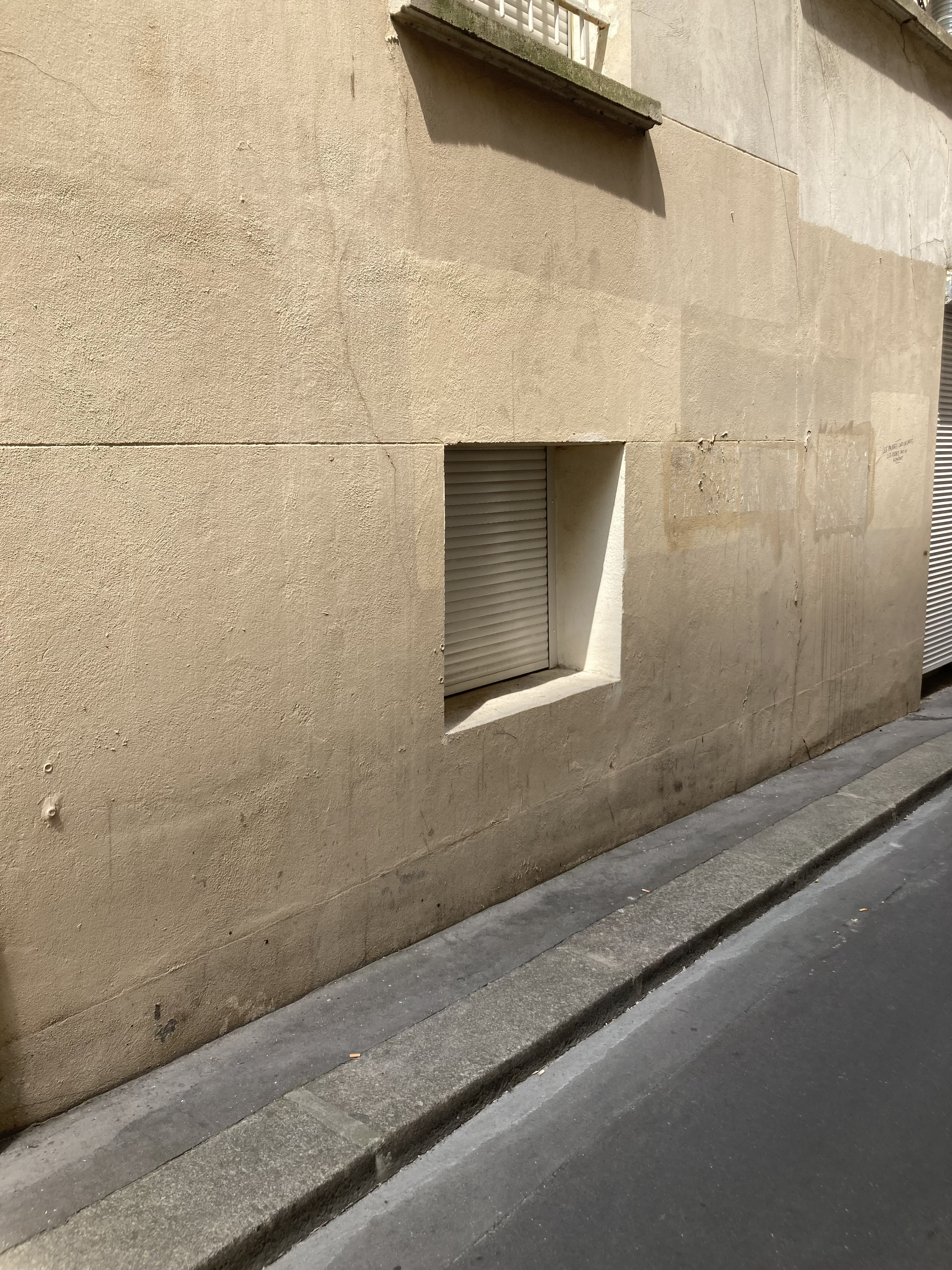
Ancien étal de boutique.
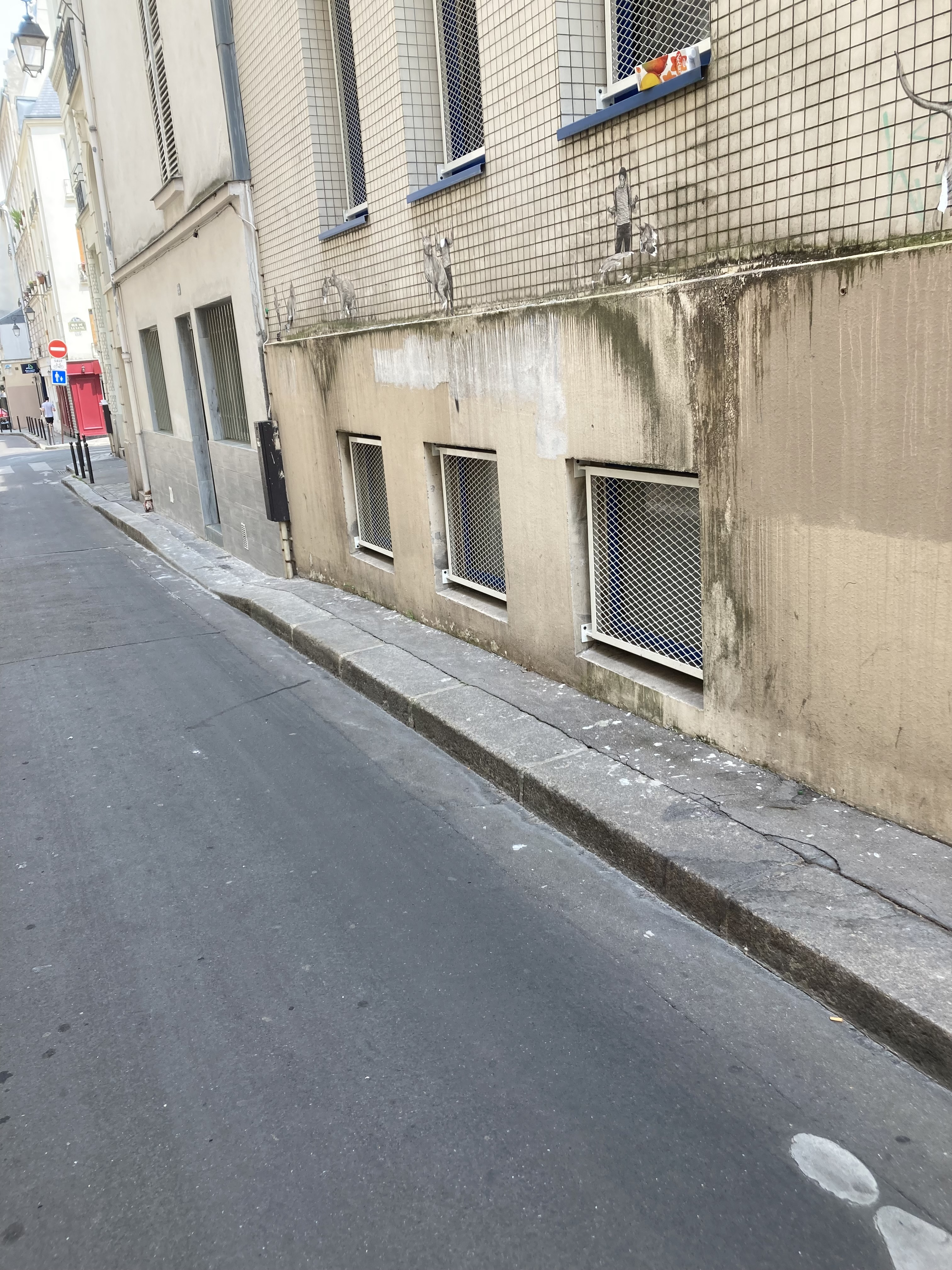
Anciens étals de boutique.
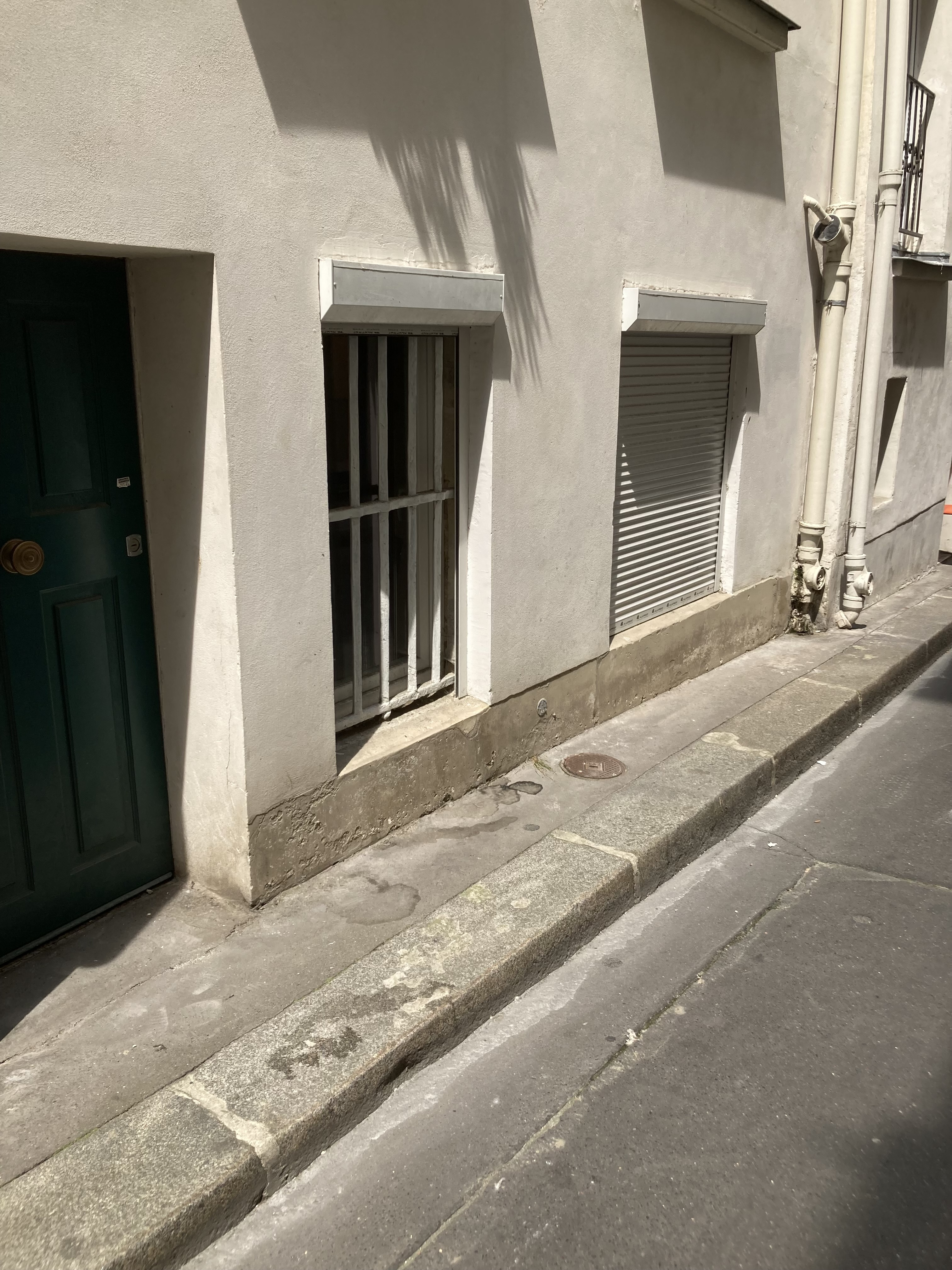
Anciens étals de boutique.
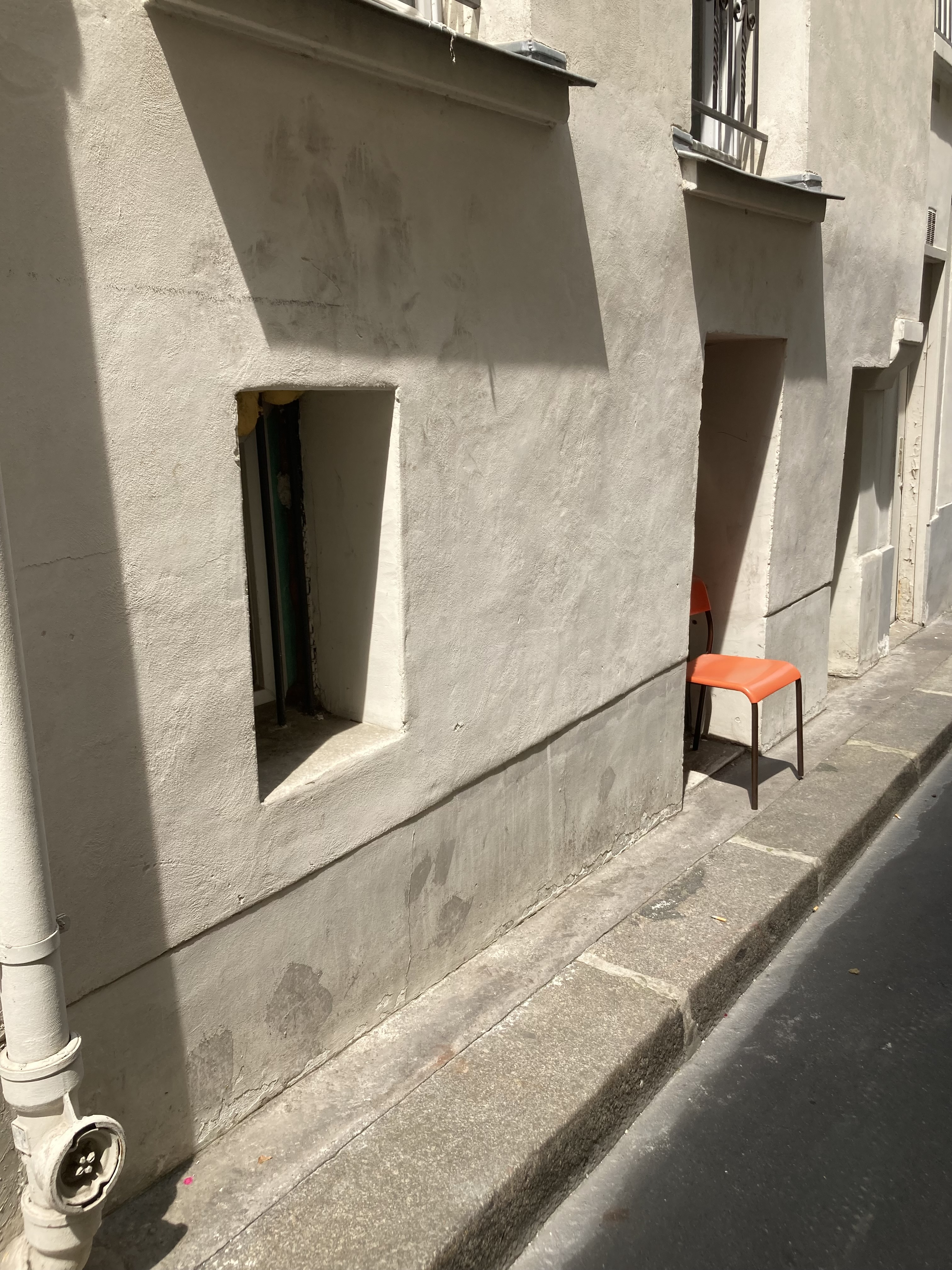
Anciens étals de boutique.

## Pour approfondir